# Тежки крайцери тип „Орегон Сити“
Орегон Сити (на английски: Oregon City) са типтежки крайцери на ВМС на САЩ. Всичко от проекта са поръчани 8, заложени са 6, а са построени 4 единици: „Орегон Сити“ (на английски: USS Oregon City (CA-122)), „Олбани“ (на английски: USS Albany (CA-123)), „Рочестър“ (на английски: USS Rochester (CA-124)) и „Нортхамптън“ (на английски: USS Northampton (CA-125)). Представляват усъвършенстван вариант на крайцерите от типа „Балтимор“.

## История на създаването
Тези кораби са модификация на типа „Балтимор“. „Орегон Сити“ външно се различава от предшествениците си с единственият широк комин вместо два. Вътрешните промени са сведени до минимум. По-просторният корпус и изначалната ориентация към усилено зенитно въоръжение способстват за последващи подобрения и модернизации. По времето, когато представителите на довоенните типове към края на войната все по-дълбоко и по-дълбоко нагазват във водата, напълнявайки с по няколко стотин (а някои и с хиляди) тона, последната серия даже има недонатоварване. Предприетите изменения касаят намаляване на високото тегло и по-добро деление на отсеците. Имат вътрешна компоновка аналогична на леките крайцери „Фарго“.

## История на службата
„USS Oregon City (CA-122)“ – заложен на 8 април 1944 г., спуснат на 9 юни 1945 г., влиза в строй на 16 февруари 1946 г.
Крайцерът не участва в бойните действия. Известно време е флагман на 3-ти флот, но още на 15 декември 1947 г. е изведен в резерва. Там се намира последващите 23 години. На 1 ноември 1970 года крайцерът е изключен от списъците на флота и продаден за скрап.
„USS Albany (CA-123)“ – заложен на 6 март 1944 г., спуснат на 30 юни 1945 г., влиза в строй на 11 юни 1946 г.
Крайцерът не участва във Втората световна война. През 1958 г. е поставен за преоборудване и на 3 ноември 1962 г. отново влиза в строй като ракетен крайцер CG-10. Цялата му корабна артилерия е свалена и заменена на сдвоени ПУ за ЗРК „Талос“ и „Териер“ (по две). Въоръжението му се допълва от ПУ ASROC и две универсални еднооръдейни установки Мк-30 калибър 76 mm. Изключен от списъците на флота на 29 август 1980 г. и продаден за скрап.
„USS Rochester (CA-124)“ – заложен на 29 май 1944 г., спуснат на 28 август 1945 г., влиза в строй на 20 декември 1946 г.
Крайцерът участва в Корейската война като кораб за артилерийска поддръжка. На 15 ноември 1961 г. е изваден в резерв, изключен от списъците на флота на 1 октомври 1973 г. и продаден за скрап.
„USS Northampton (CLC-1)“ – заложен на 31 август 1944 г., спуснат на 27 януари 1951 г., влиза в строй на 1953 г.
Веднага след края на войната работите по крайцера са спрени. Впоследствие е достроен като кораб за управление CLC-1. Изключен от списъците на флота през февруари 1970 г.

## Коментари
1. ↑  USS Albany е модернизиран в ракетен крайцер и служи като такъв от 1962 г. до 1980 г. USS Northampton е изваден от състава на флота през 1970 г., след което е превърнат в кораб за управление. USS Rochester, последният „артилерийски крайцер“ от серията Oregon City е изваден от флота през 1961 г.
2. ↑  Буквите показват принадлежността към определен класː ВВ – линкор, СС, CL, СА – съответно линеен, лек или тежък крайцер, CV – самолетоносач, DD – разрушител, SS – подводница и т.н.